# Голуби живут в кяризах
«Голуби живут в кяризах» — туркменский советский двухсерийный фильм 1979 года режиссёра Бабы Аннанова снятый на киностудии «Туркменфильм».

## Сюжет
1943 год, Туркменская ССР. Где-то далеко идёт война, но и здесь в глубоком тылу, в маленьком предгорном селе война вошла в каждый дом вдовством, сиротством, непосильным трудом и лишениями. Но горе и заботы не обособили, не ожесточили людей. Старики, женщины, дети буднично просто идут на смертельный риск, чтобы спасти от наводнения, а потом и от засухи пшеничное поле, тяжёлый хлеб войны. В этом суровом краю урожай зависит не только от вложенного труда и заботы, но и от достаточного количества воды: в трудных условиях местные жители сооружают кяризы — подземные каналы, собирающие грунтовые воды и выводящие их на поверхность.

На примере жизни небольшого туркменского селения в годы Великой Отечественной войны раскрываются самоотверженность и героизм, с которыми люди преодолевали все тяготы, потери и беды. Несмотря ни на что, умели радоваться жизни, с искренней надеждой ожидая возвращения с фронта сыновей, братьев, мужей и возлюбленных.

Наряду с темой патриотизма, фильм отражает национальный колорит, традиции и уклад жизни народа. В нём проникновенно звучит дутар и гопуз. Отметим, что музыку к картине написал выдающийся композитор Нуры Халмамедов. 

## В ролях
- Керим Аннанов — Мердан
- Эльвира Кулиева — Марал
- Енедшан Мухамедгельдыева — Сельби
- Гуля Керимова — Бахаргуль
- Энвер Аннакулиев — Атов
- Ата Довлетов — Кероглы-ага
- Ташнияз Ташлиев — Сапар-чал
- Сона Мурадова — Огультувак-эдже
- Нурбиби Кутлиева — Джахан-эдже
- Огульдурды Мамедкулиева — Айнабат

## Съёмки
Фильм был снят в поселке Мурче, расположенном неподалеку от Бахерден.
Сценарий Баба Аннанов написал сам — это автобиографичная история из его военного детства, а на главную роль взял сына Керима, закончившего режиссёрский факультет ВГИКа.

Фильм снят бесхитростно, он пронизан предельной естественностью, которой питается абсолютная художественная правда. Для Баба Аннанова это было его детство, его земляки, его история.— Из истории туркменского кино / Лора Степанская

## Фестивали и награды
- 1980 — XIII Всесоюзный кинофестиваль — дипломы жюри за глубокое раскрытие темы (режиссёру), и за изобразительное решение (оператору) и актёрское исполнение (Ате Довлетову).